# Légende de Kéret
 (juillet 2025).
La mise en forme du texte ne suit pas les recommandations de Wikipédia : il faut le « wikifier ».
Les points d'amélioration suivants sont les cas les plus fréquents. Le détail des points à revoir est peut-être précisé sur la page de discussion.
- Les titres sont pré-formatés par le logiciel. Ils ne sont ni en capitales, ni en gras.
- Le texte ne doit pas être écrit en capitales (les noms de famille non plus), ni en gras, ni en italique, ni en « petit »…
- Le gras n'est utilisé que pour surligner le titre de l'article dans l'introduction, une seule fois.
- L'italique est rarement utilisé : mots en langue étrangère, titres d'œuvres, noms de bateaux, etc.
- Les citations ne sont pas en italique mais en corps de texte normal. Elles sont entourées par des guillemets français : « et ».
- Les listes à puces sont à éviter, des paragraphes rédigés étant largement préférés. Les tableaux sont à réserver à la présentation de données structurées (résultats, etc.).
- Les appels de note de bas de page (petits chiffres en exposant, introduits par l'outil «  Source ») sont à placer entre la fin de phrase et le point final[comme ça].
- Les liens internes (vers d'autres articles de Wikipédia) sont à choisir avec parcimonie. Créez des liens vers des articles approfondissant le sujet. Les termes génériques sans rapport avec le sujet sont à éviter, ainsi que les répétitions de liens vers un même terme.
- Les liens externes sont à placer uniquement dans une section « Liens externes », à la fin de l'article. Ces liens sont à choisir avec parcimonie suivant les règles définies. Si un lien sert de source à l'article, son insertion dans le texte est à faire par les notes de bas de page.
- La présentation des références doit suivre les conventions bibliographiques. Il est recommandé d'utiliser les modèles {{Ouvrage}}, {{Chapitre}}, {{Article}}, {{Lien web}} et/ou {{Bibliographie}}. Le mode d'édition visuel peut mettre en forme automatiquement les références.
- Insérer une infobox (cadre d'informations à droite) n'est pas obligatoire pour parachever la mise en page.

Pour une aide détaillée, merci de consulter Aide:Wikification.
Si vous pensez que ces points ont été résolus, vous pouvez retirer ce bandeau et améliorer la mise en forme d'un autre article.

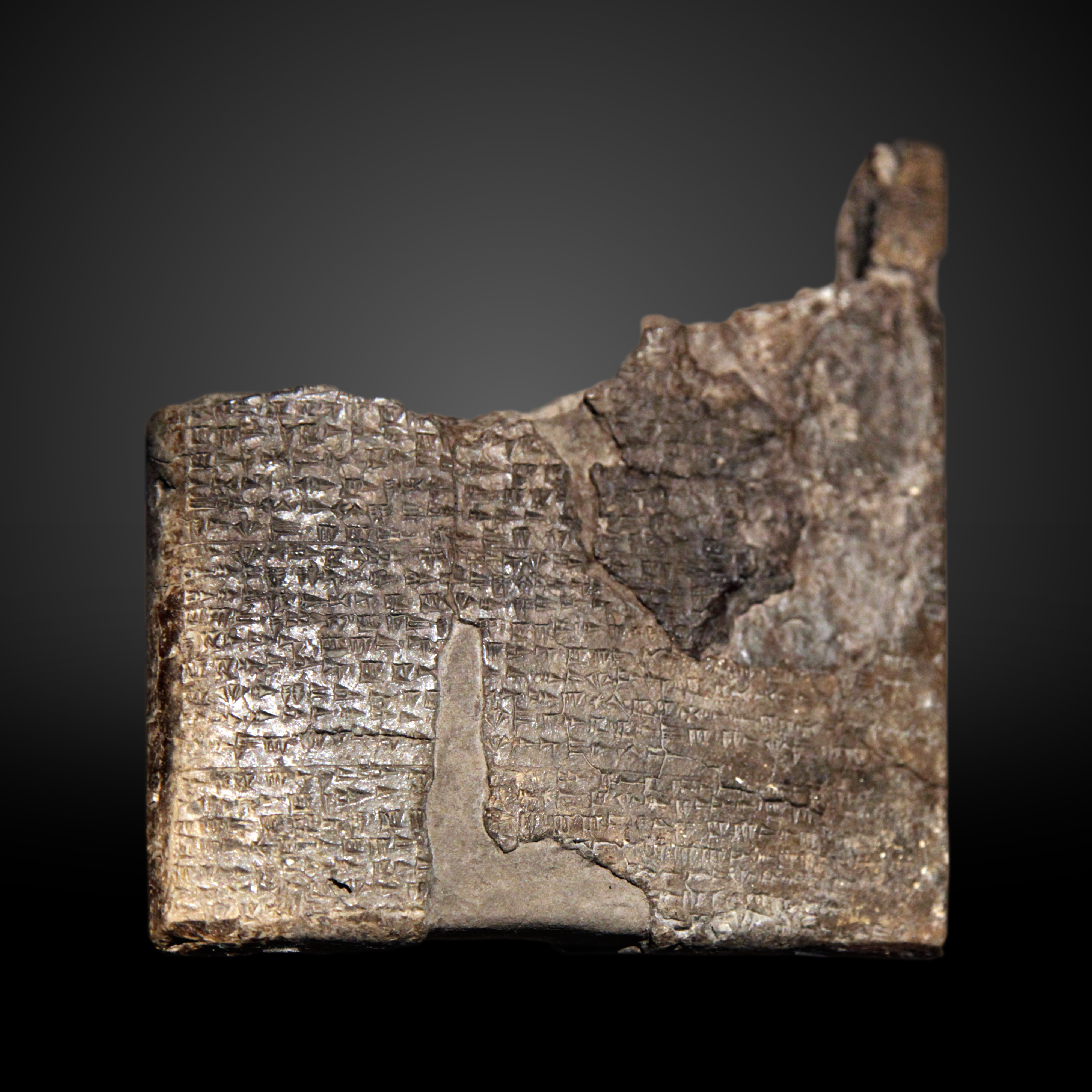
Une tablette ougaritique comprenant des prières et la description d'un rituel. C'est sur de telles tablettes que fut retrouvée la légende de Kéret.

La légende de Kéret, également connue sous le nom d'épopée de Kirta, est un ancien poème épique ougaritique, daté de l'âge du bronze tardif, vers – avant notre ère. Il raconte le mythe du roi Kéret/Kirta (Krt en ougaritique romanisé) de Houbour. C'est l'un des textes littéraires majeurs de la littérature ougaritique.
Dans la légende, Kéret est un fils du grand dieu El, il est malheureux : il a été veuf sept fois et n'a pas d'enfants survivants. Il a survécu à tous ses frères et il est le dernier membre survivant de sa famille. Il supplie son père de lui donner un héritier, et El lui ordonne de faire la guerre à un autre royaume et d'exiger sa princesse comme épouse. Kéret remporte la victoire à la guerre et a plusieurs enfants de sa nouvelle épouse. Mais il met en colère la déesse Athirat (mentionnée dans la Bible plus tard sous le nom d'Ashérah) en reniant une promesse qu'il lui avait faite et est maudit par une maladie. El intervient pour soigner son fils. Kéret est alors défié par son fils aîné qui veut qu'il abdique en sa faveur et lui laisse le trône. Kéret maudit son fils, et la fin de l'histoire a été perdue.
L'histoire semble présenter des similitudes avec la légende d'Hélène de Troie dans l'Iliade. Elle paraît également annoncer certains thèmes bibliques, notamment dans la relation entre Yahweh/El et Abraham dans le livre de la Genèse. Parmis les mythèmes communs aux deux histoires, on peut citer la bénédiction du dieu lui-même, la promesse d'un fils à un homme sans enfant et l'assistance divine dans une expédition militaire.

## Histoire
L'épopée de Kéret est contenue dans trois tablettes d'argile rectangulaires, découvertes par une équipe d'archéologues français à Ras Shamra, en Syrie, en –. Le texte est écrit en alphabet ougaritique, un abjad cunéiforme. Bien que cette écriture ressemble superficiellement au cunéiforme mésopotamien, il n'y a pas de relation directe entre eux. Toutes les tablettes récupérées n'étaient pas bien conservées et certaines des tablettes, contenant la fin de l'histoire, manquent. Les tablettes ont été inscrites par Ilimilku, un grand prêtre qui était également le scribe du mythe de Baal-Aliyan (une partie du cycle de Baal) et du conte d'Aqhat, deux autres poèmes épiques ougaritiques célèbres découverts à Ras Shamra.
La traduction française initiale des tablettes a été publiée par l'archéologue français Charles Virolleaud dans une monographie de 1936, puis dans la revue Syria. D’autres traductions, dans de nombreuses langues, sont apparues par la suite. Parmi elles, les traductions de Ginsberg (1946)  et de Herdner (1963)  sont largement utilisées. Parmi les traductions les plus modernes, on trouve celles de Gordon (1977), Gibson (1978),  Coogan (1978), et Greenstein (1997).

## Histoire de Kéret telle que décrite dans les tablettes
Le roi Kéret de Houbour, bien qu'il soit réputé être le fils du grand dieu El lui-même, est frappé de nombreux malheurs. Bien que Kéret ait eu sept épouses, elles sont toutes mortes en couches ou de diverses maladies ou l'ont abandonné, et Kéret n'a eu aucun enfant survivant. Alors que sa mère avait huit fils, Kéret fut le seul à survivre et il n'avait aucun membre de sa famille pour lui succéder et vit sa dynastie en ruine.
Kéret a prié et s'est plaint son sort. Dans son sommeil, le dieu El apparaît une nuit à Kéret, qui le supplie de lui donner un héritier. El dit à Kéret qu'il devait faire la guerre au royaume d'Oudoum et exiger que la fille du roi Pubala d'Oudoum lui soit donnée en noces, refusant les offres d'argent et d'or comme prix de la paix.
Kéret suivit le conseil d'El et partit pour Oudoum avec une grande armée. En chemin, il s'arrêta dans un sanctuaire d'Athirat, la déesse de la mer, et la pria, promettant de lui donner un grand tribut en or et en argent si sa mission réussissait.
Kéret assiégea ensuite Oudoum, finit par l'emporter et força le roi Pubala à lui donner sa fille (dans certaines traductions, sa petite-fille), Hariya, en mariage. Kéret et Hariya se marièrent et eurent deux fils et six filles. Cependant, Kéret a négligé d'honorer sa promesse à la déesse Athirat de lui payer un tribut d'or et d'argent après son mariage.
(À cet endroit, il y a une lacune dans l'histoire en raison des dommages causés aux tablettes. Lorsque l'histoire reprend, les enfants de Kéret sont grands.)
Athirat, courroucée à cause de la promesse non tenue de Kéret, le frappe alors d'une maladie mortelle. La famille de Kéret pleure et prie pour lui. Son plus jeune fils, Elhou, se plaint de ce qu'un homme, qui était censé être le fils du grand dieu El lui-même, ne devrait pas être autorisé à mourir. Kéret demande seulement à sa fille, Tatmanat, dont le tempérament était le plus fort parmi ses enfants, de prier les dieux pour lui. Tandis que Tatmanat prie et gémit, la terre devient sèche et stérile, avant d'être finalement arrosée par une grande pluie.
Au même moment, les dieux étaient en train de débattre du sort de Kéret. En apprenant la promesse non tenue de Kéret à Athirat, El prit le parti de Kéret et dit que le vœu de la déesse était déraisonnable et que Kéret ne devait pas y être tenu. El demande ensuite si l'un des autres dieux pouvait guérir son fils mourant, mais aucun n'était disposé à le faire. El exécuta alors lui-même une magie divine et créa une femme ailée, Shatiqatou, avec le pouvoir de guérir Kéret. Shatiqatou calma la fièvre de Kéret et le guérit de sa maladie. En deux jours, Kéret était rétabli et reprit sa place sur son trône.
Alors Yassoub, le fils aîné de Kéret, s'approcha de son père et l'accusa d'être paresseux et indigne du trône, exigeant qu'il abdiquât. Kéret se courrouça et lança une terrible malédiction sur Yassoub, demandant à Horonou, le maître des démons, de briser le crâne de Yassoub.
À ce stade, la tablette se brise et la fin du texte manque. Bien que la fin de la légende soit inconnue, de nombreux chercheurs supposent qu'après cela, Kéret perd tous ses enfants à l'exception de sa fille Tatmanat, qui devient son unique héritière.

## Étude et interprétation
Depuis sa découverte au début des années 1930, la Légende de Kéret a fait l'objet d'études scientifiques nombreuses et a donné lieu à une grande variété d'analogies et d'interprétations souvent contradictoires. La plupart des chercheurs s'accordent à dire que Kéret est une figure purement mythique, même s'il est possible que certains aspects du mythe aient une base historique. Selon Cyrus H. Gordon, le mythe « anticipe le motif d'Hélène de Troie dans l'Iliade et la Genèse, comblant ainsi le fossé entre les deux littératures. »  Outre les recherches universitaires sur les traditions littéraires anciennes, l'épopée de Kéret est fréquemment étudiée dans les études bibliques et dans l'étude de l'histoire des religions. Cross a établi un parallèle entre cette légende (et la légende d'Aqhat) et divers incidents de l'histoire d'Abraham : comme Kéret, Abraham est béni par Yahweh /El (Gn 12:1-3), reçoit une vision lui promettant un fils (Gn 15:1-5) et est assisté dans une expédition militaire (Gn 14:13-29).